# گربر مارک ۲
گربر مارک ۲ (به انگلیسی: Gerber Mark II)، یک چاقوی نبرد دوتیغه است که از سال ۱۹۶۷ تا ۲۰۰۰ تولید شد. سپس تعداد محدود ۱۵۰۰ عدد از آن در سال ۲۰۰۲ ساخته شد و در ژوئیه ۲۰۰۸ تولید آن از سر گرفته شد. این چاقو بدست کاپیتان بازنشسته ارتش آمریکا، بود هولزمن ساخته شد که طرح آن از گلادیوس رومی (گونه‌ای از شمشیرهای سربازان روم باستان) الهام گرفته شده‌است.
تیغه آن دو طرفه بوده و ابتدای آن کمی باریک‌تر است و دسته آن شبیه به دسته چاقوی نبرد فربرن-سیکز است که در جنگ جهانی دوم برای نیروهای کماندوی انگلیسی طراحی شده بود. گربر ۲ در جنگ ویتنام به صورت گسترده توسط نیروهای آمریکایی مورد استفاده قرار می‌گرفت و پس از چاقوی کا-بار مقام دوم محبوبیت را در میان نیروها داشت. تیغه اولین سری این چاقوها در جایی که به دسته متصل می‌شدند به اندازه پنج درجه کوچکتر می‌شدند تا هم وارد شدن آن در غلاف را راحت‌تر کنند و هم اینکه گرفتن و بکارگیری آن آسان‌تر شود. این طراحی باعث شد تا در چاقوهای بیشتر دیگری از این روش استفاده شود و نیز در طرح‌های بعدی همین چاقو این رویه حفظ شود. در دهه ۱۹۷۰ پایگاه‌های نظامی تحویل این چاقوها را ملغی کردند چون بکارگیری آن‌ها را خشن می‌دانستند. شرکت آل مار که طراح چاقوهای گربر بود، به این چاقو دندانه‌هایی اضافه کرد که باعث شد تولید دوباره این چاقو شروع شود اما این بار با عنوان چاقوی طبیعت‌گردی و نه یک چاقوی جنگی.
گربر نسخه‌ای کوچکتر از آن را نیز با نام گربر ۱ تولید کرده‌است. گربر ۱ دارای تیغه‌ای به طول ۴ و ۳/۴ اینچ است و به عنوان چاقوی چکمه طراحی شد.